# Santi Ambrogio e Carlo

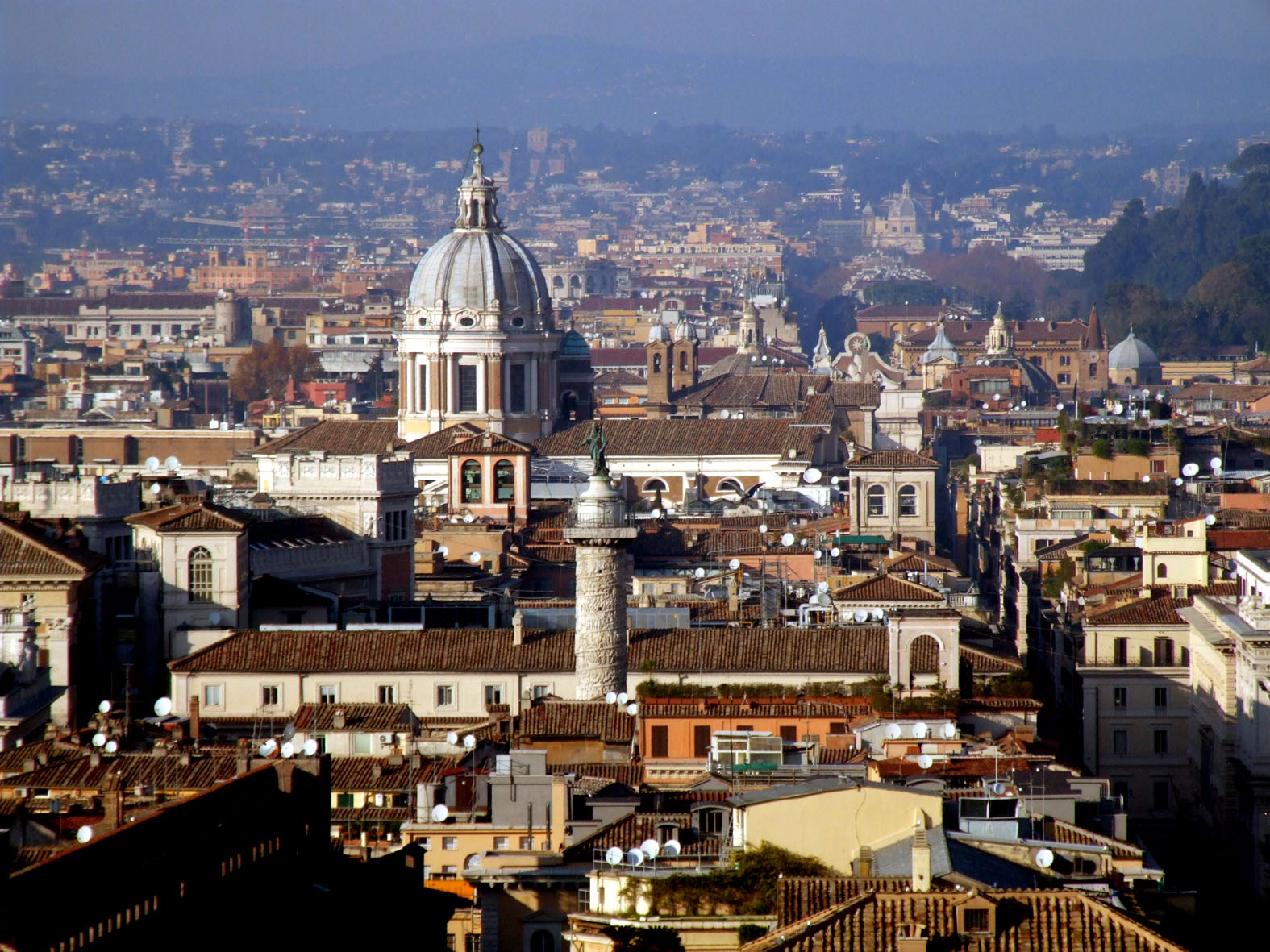
Santi Ambrogio e Carlo in Rom

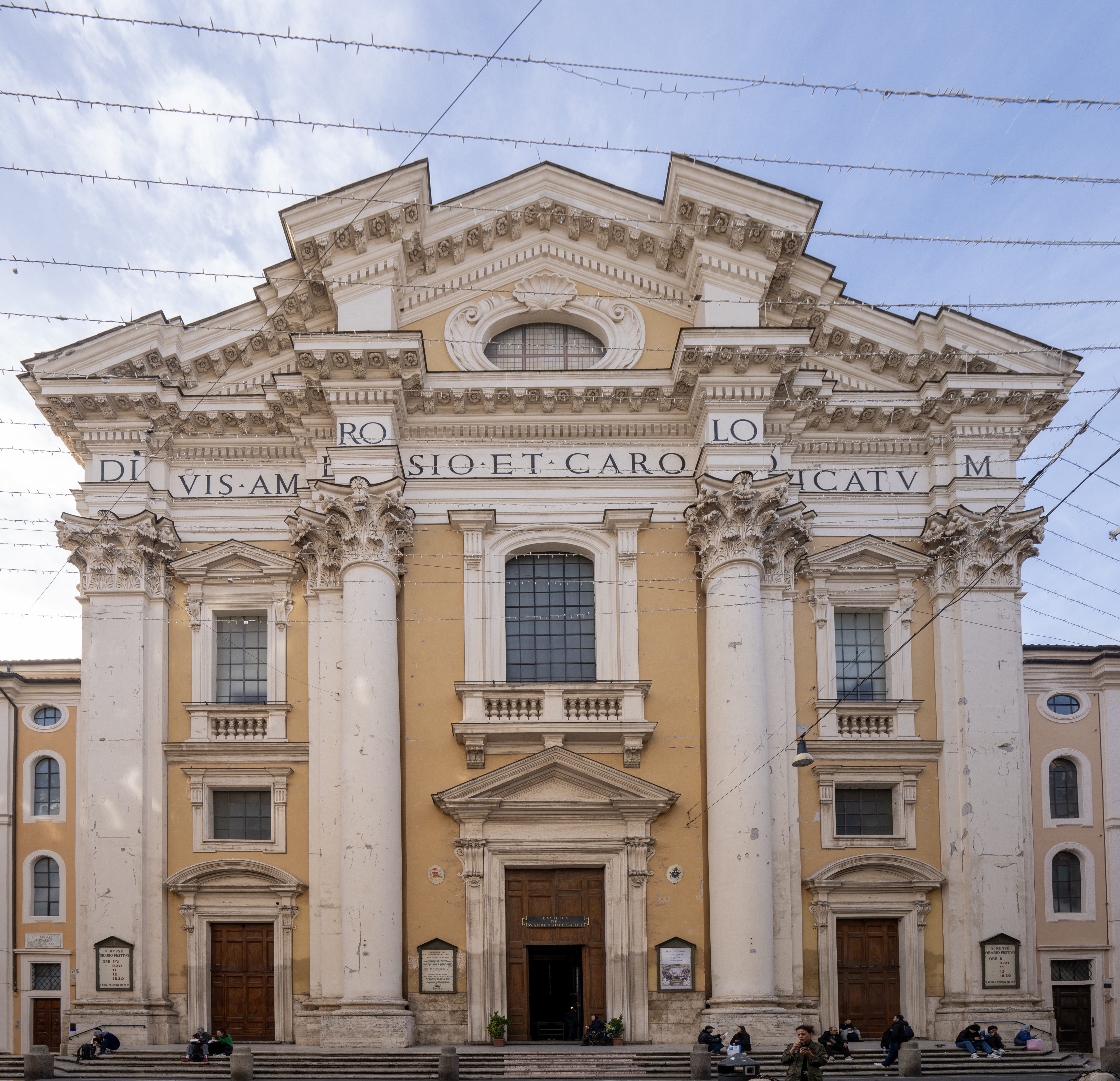
Fassade der Basilika

Santi Ambrogio e Carlo, auch San Carlo al Corso, ist eine Kirche in Rom. Sie ist Titelkirche und Basilica minor der römisch-katholischen Kirche und liegt an der Via del Corso.
Gestiftet wurde sie von der Erzbruderschaft der Lombarden (Arciconfraternita dei Lombardi). Anlass für den Bau der Kirche war die im Jahr 1610 erfolgte Heiligsprechung von Karl Borromäus.
Die Kirche stellt mit ihrer Größe, ihrem lichtdurchfluteten Inneren, dem polychromen Marmor, vergoldetem Stuck und den zahlreichen allegorischen Fresken eines der herausragenden barocken Bauwerke Roms dar und erstrahlt, nachdem aufwendige Restaurierungsarbeiten vor einigen Jahren abgeschlossen wurden, in neuem Glanz.

## Architektur
Architekten der Kirche waren von 1612 bis 1619 Onorio Longhi und nach dessen Tod sein Sohn Martino Longhi der Jüngere. Der Zeitpunkt, an dem er dort als Architekt arbeitete, ist allerdings unbekannt und erst ab 1634 gesichert. Beratend tätig am Entwurf waren Pietro da Cortona und Francesco Borromini.
Architekt der 1668 errichteten Kuppel war Pietro da Cortona. 1684 wurde die Fassade nach dem Entwurf Kardinals Luigi Omodei unter der Bauleitung von G. B. Menicucci vollendet.
Die dreischiffige Basilika weist den Grundriss eines lateinischen Kreuzes auf, eine Besonderheit ist das Ambulatorium, das als Fortsetzung der beiden Seitenschiffe um den Altarraum verläuft.

### Das Langhaus

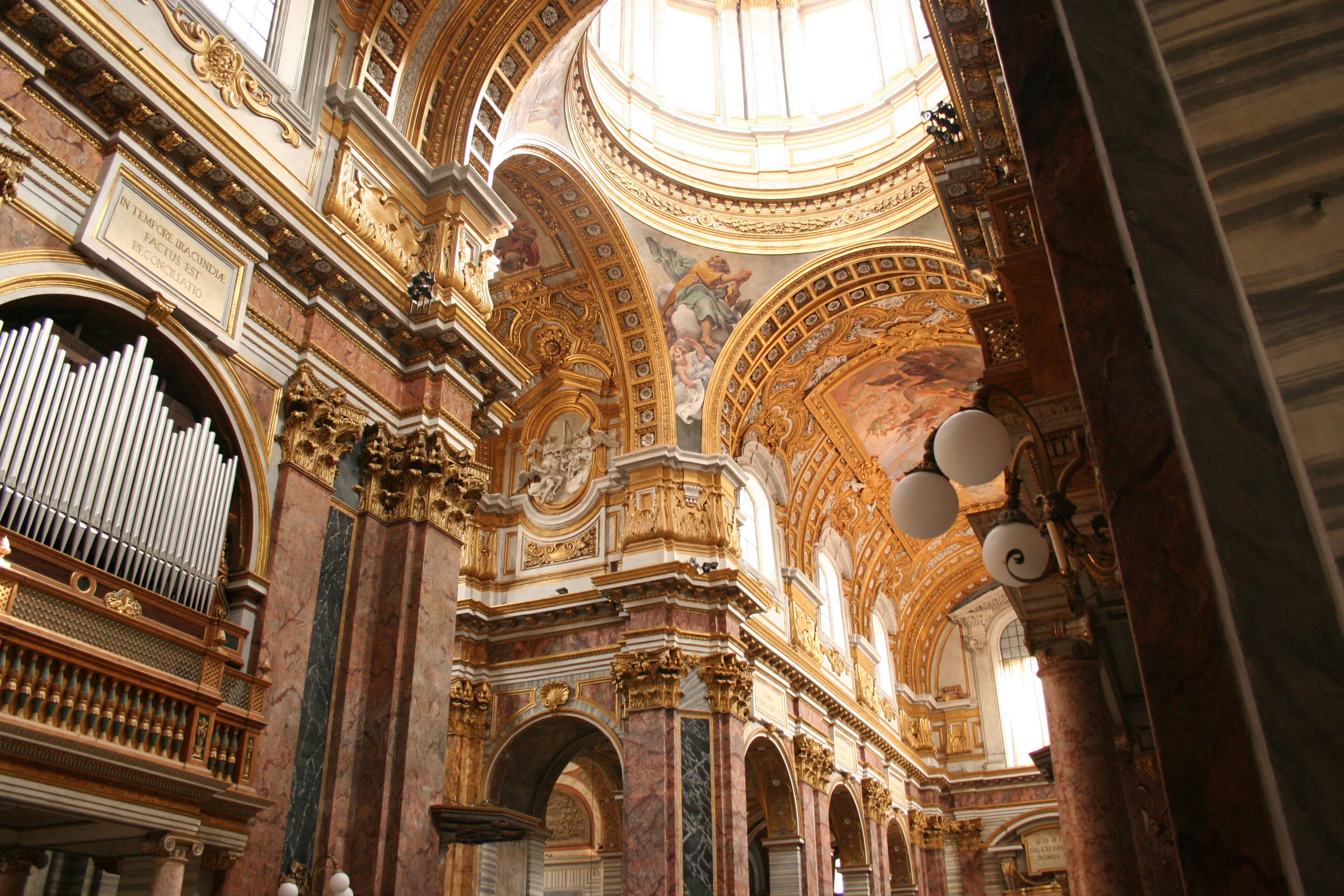
Innenansicht der Basilika: vergoldeter Stuck, polychromer Marmor, lichtdurchflutetes Schiff

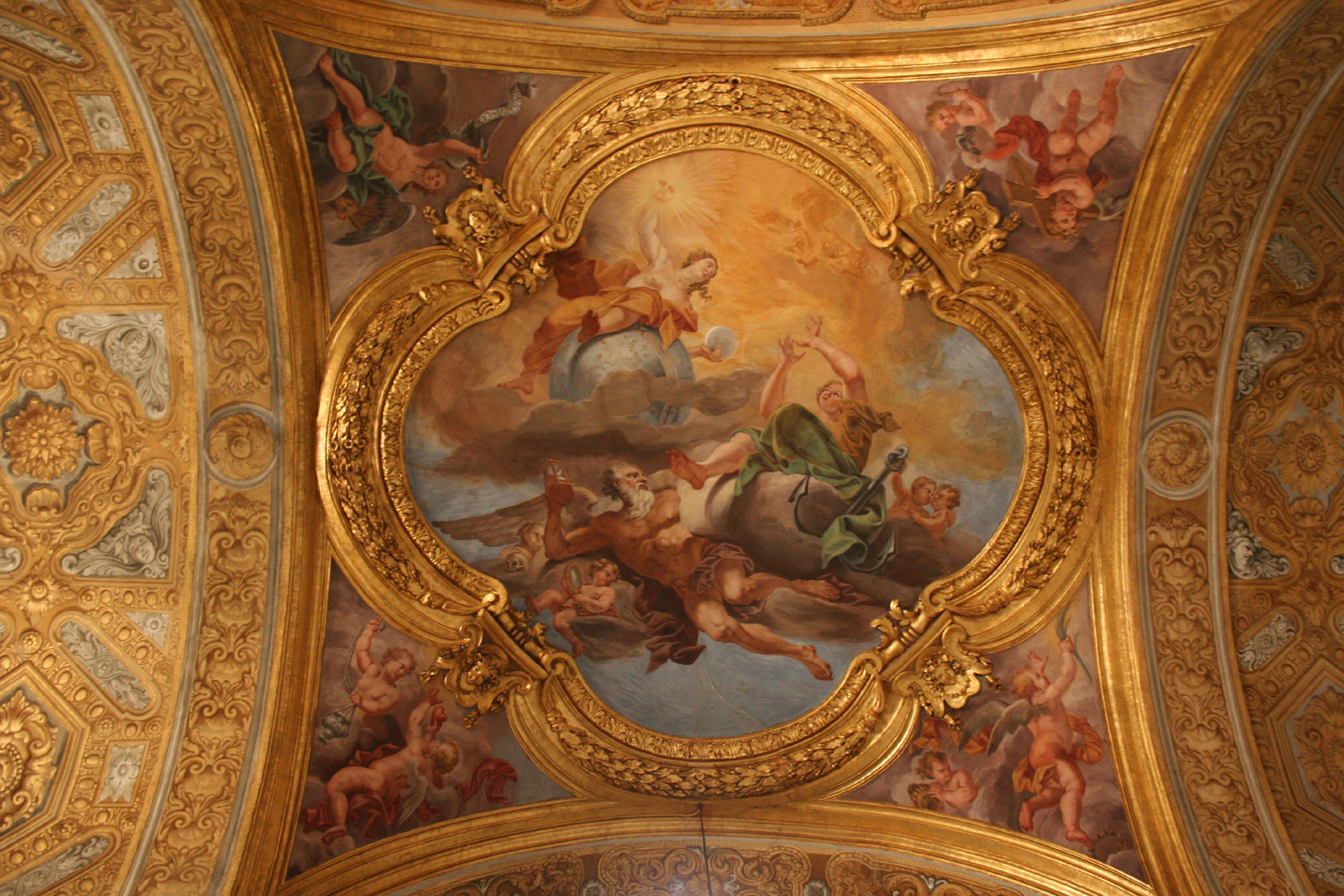
Deckenfresko über dem linken Seitenschiff: Hoffnung und Wahrheit von Pio Paolini

Über dem Mittelschiff befindet sich das Fresko „Der Fall der rebellischen Engel“ von Giacinto Brandi. Die Decken über den Seitenschiffen sind mit allegorischen Darstellungen der Tugenden ausgeschmückt. Die an vier Seiten von einem vergoldeten Rahmen und Konsolen umgrenzten Fresken wurden von verschiedenen Malern, jedoch nach einem einheitlichen Bildprogramm geschaffen.
Im rechten Seitenschiff finden sich:
- „Mäßigung“ von Paolo Albertoni
- „Gerechtigkeit, Frieden, Gesetz und Wahrheit“ von Girolamo Troppa
- „Religion, Stärke, Reinheit und Keuschheit“ von Giovanni Battista Beinaschi

Im linken Seitenschiff sind dargestellt:
- „Glaube“ von Luigi Garzi
- „Barmherzigkeit“ von Francesco Rosa
- „Hoffnung und Wahrheit“ von Pio Paolini

### Rechtes Querschiff

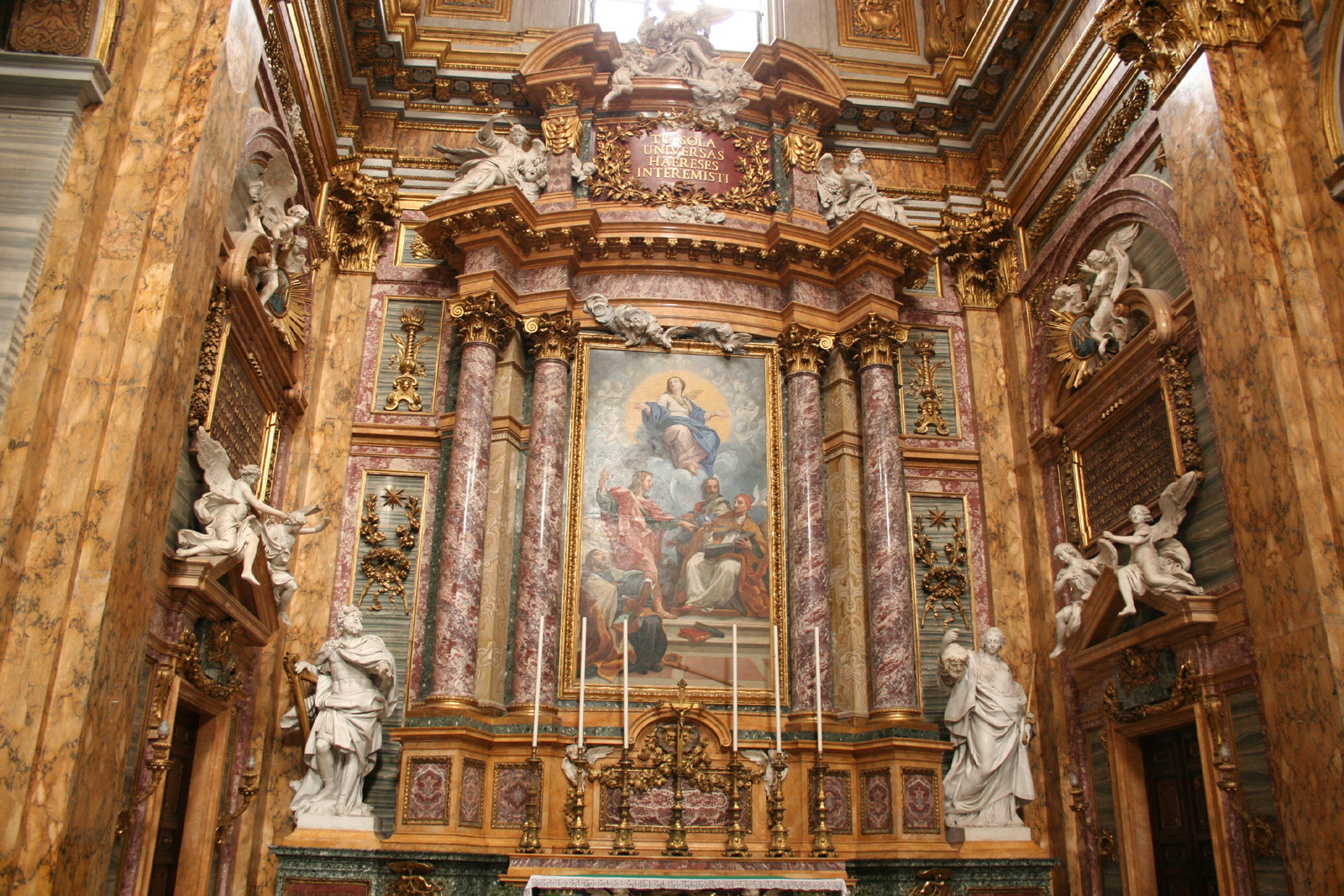
Altar der Unbefleckten Empfängnis im rechten Querschiff

Der Altar im rechten Querschiff ist der Unbefleckten Empfängnis gewidmet und wurde 1769, vermutlich von Paolo Posi im Auftrag des Kardinals Erasmo Paravicini errichtet. Polychromer Marmor und vergoldete Bronze schmücken den Altar. Das Bildnis ist eine als Mosaik ausgeführte Kopie eines Gemäldes von Carlo Maratta, das sich in der Cybo-Kapelle von Santa Maria del Popolo befindet. Die Marmorstatuen an den Seiten des Altars stellen David (von André le Brun) und Judith (von Pietro Pacilli) dar. Die beiden biblischen Charaktere sind gleichermaßen Vorfahren und – in ihrer Hingabe an Gott – Vorläufer Marias.

### Linkes Querschiff
Im linken Querschiff befindet sich der „Altar des Allerheiligsten Sakraments“. Dieser wurde 1929 von Cesare Bazzani zur Erinnerung an das Amtsjubiläum von Pius XI. errichtet. Das Gemälde „Der Ewige und die betenden Engel“ von Tommaso Luini (genannt Caravaggino) war ursprünglich in einer der Seitenkapellen ausgestellt, bevor es an seine heutige Stelle versetzt wurde. Zwei Marmorfiguren stellen Allegorien der „Religion“ (von Eugenio Maccagnani) und „Glauben“ (von Guido Galli) dar.

### Das Ambulatorium

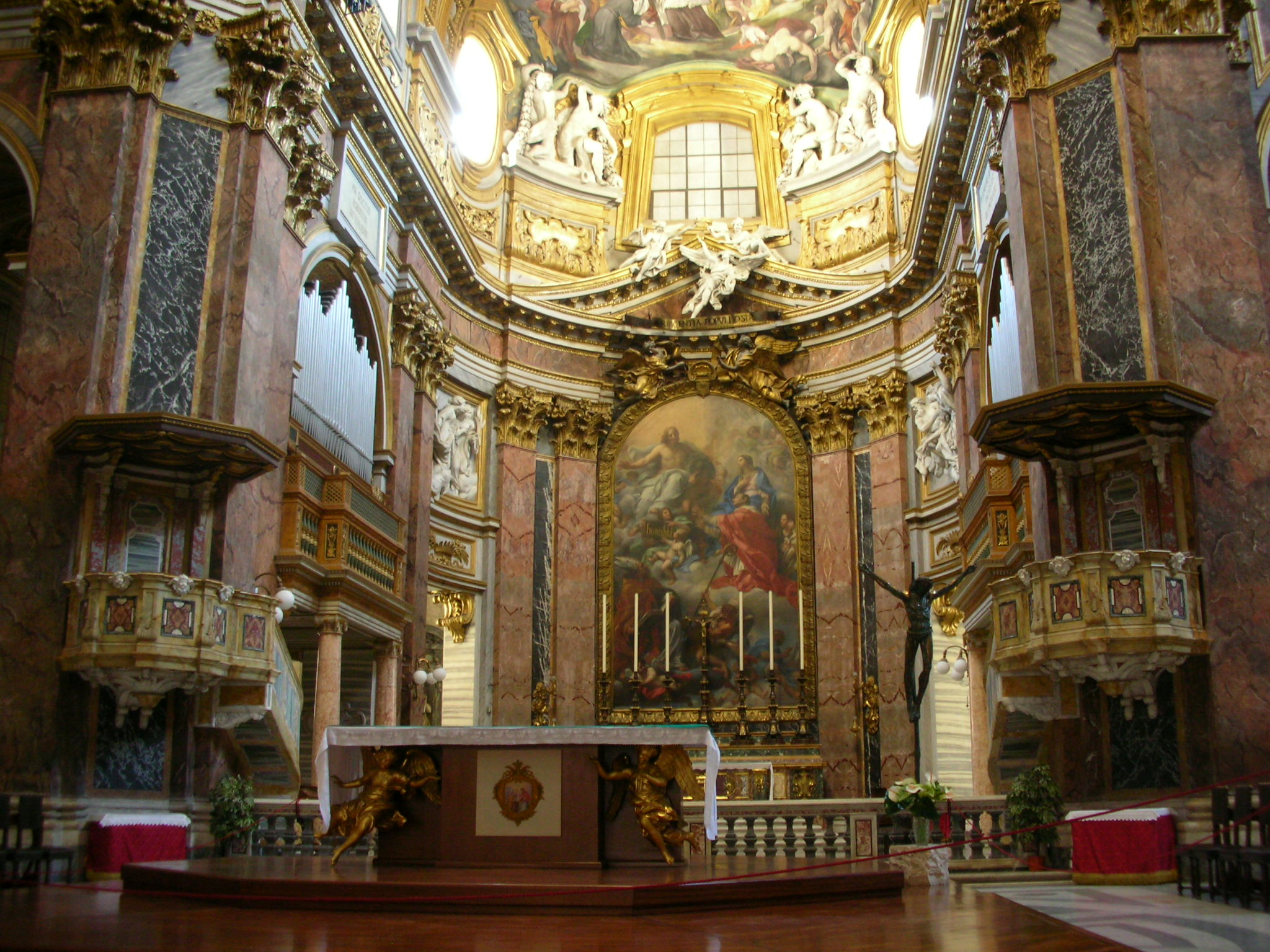
Blick auf den Hauptaltar

Verantwortlich für die architektonische Gestaltung des gegen 1730 vollendeten Ambulatoriums war entweder Carlo Maratta oder Giacinto Brandi. Eine Restaurierung erfolgte während des Pontifikats Pius XI.
Auf der Rückseite des Hauptaltars befindet sich ein sog. Sacellum, ein Altar, in dem das Herz des Heiligen Karl Borromäus als Reliquie aufbewahrt wird. 1613 wurde die Reliquie aus Mailand nach Rom gesandt und in einer Monstranz, gestützt von der Figur eines Engels und einer Basis aus Kristall, ausgestellt. Oberhalb befindet sich ein Gemälde mit dem Heiligen Karl in Anbetung der Jungfrau mit dem Kind, das der Schule von Giacinto Brandi zugeordnet wird.
Die Fresken an der Decke des Ambulatoriums zeigen, ähnlich denen der Seitenschiffe, allegorische Darstellungen:
- „Hingabe“ von Carlo Ascensi
- „Bescheidenheit, Gebet, Perfektion und Stärke“ von Giovanni Battista Boncore
- „Geduld, Toleranz und Besonnenheit“ von Fabrizio Chiari
- „Wachsamkeit“ von Ludovico Gemignani

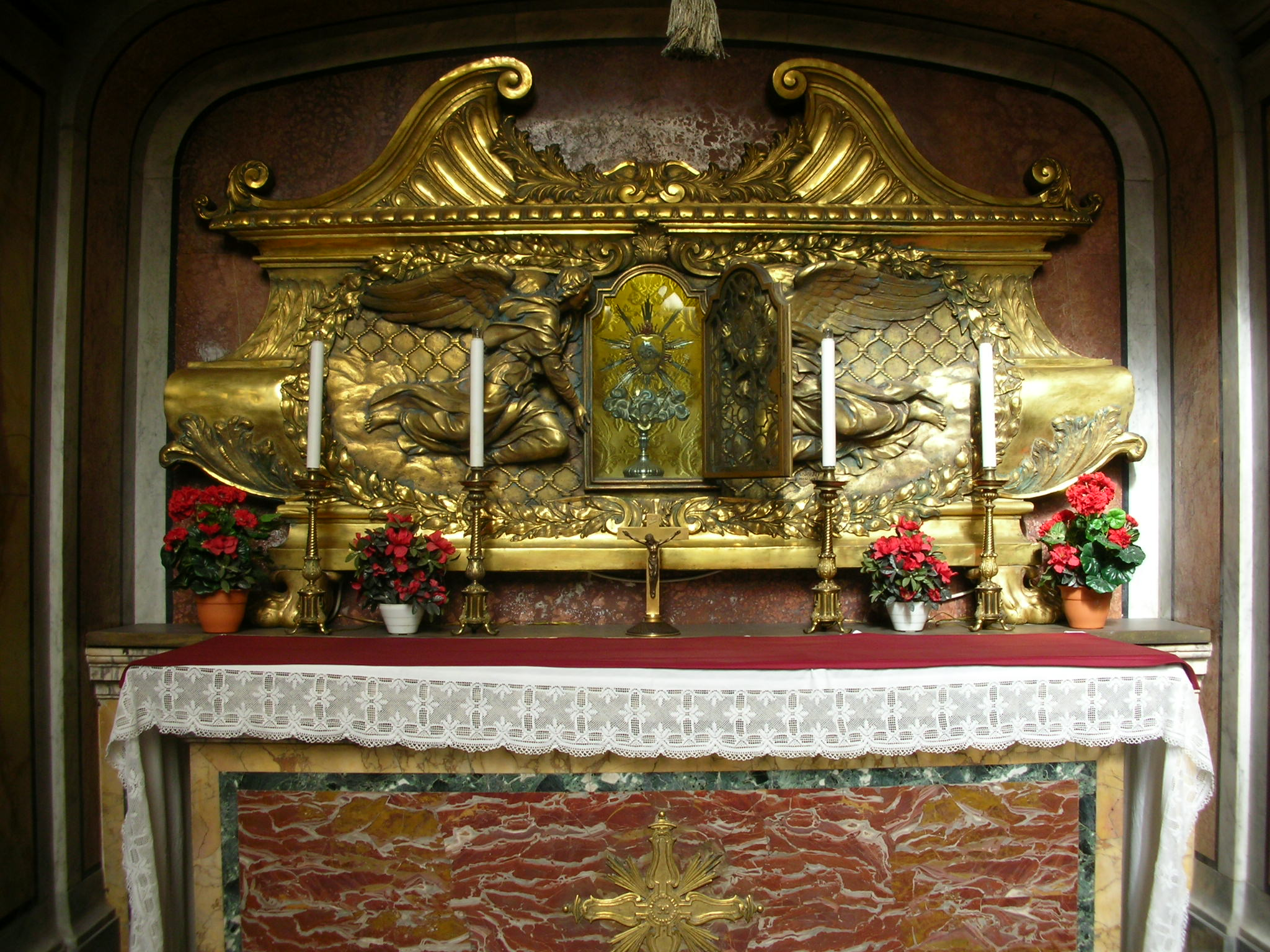
Herzreliquie des Heiligen Karl

Das von Luigi Garzi in den Jahren 1678–1681 geschaffene Bild „Glorie der Engel“ ist gegenüber den anderen Fresken um 180° gedreht, da es ursprünglich – bevor Marratas Bild über dem Sacellum angebracht wurde – vom Hauptaltar aus sichtbar sein sollte.

## Kunstwerke
Die herausragenden Kunstwerke der Basilika sind
- „Ruhm des Heiligen Karl und des Heiligen Ambrosius“, Fresko von Carlo Maratta
- „Der Fall der rebellischen Engel“, Deckenfresko über dem Hauptschiff von Giacinto Brandi
- „Die Prophezeiung des Heiligen Barnabas“ von Pier Francesco Mola
- „Der Heilige Olaf von Norwegen“, Öl auf Leinwand von Pius Weloński
- „Kreuzabnahme“ von J. Cornelisz Cobaert

## Geplante Eheschließung von Franz Liszt
San Carlo al Corso ist die Kirche, in der die Ehe zwischen Franz Liszt und Carolyne zu Sayn-Wittgenstein hätte geschlossen werden sollen. Ab 1849 gewährte diese polnische Prinzessin Liszt, ihrer großen Liebe, Gastfreundschaft auf der Altenburg in Weimar. In 1860 reiste sie nach Rom ab, um ihre Ehe mit dem russischen Offizier Nikolaus auflösen zu lassen – was fünf Jahre zuvor schon in Russland geschehen war. Als das im Januar 1861 gelang, organisierte sie ihr Engagement mit Liszt am 22. Oktober 1861, Liszts 50. Geburtstag, in ihrer Pfarrkirche San Carlo. Am 20. Oktober kam Liszt nach Rom und legte mit Carolyne eine Heiratserklärung ab. Unterdessen gelang es Bischof von Hohenlohe, einem Bruder von Carolynes Schwiegersohn, mit Hilfe von Carolynes Verwandten, die Eheschließung zu verhindern – und so Carolynes Kapital in den Familien zu halten: Am Vorabend der Hochzeit erhielt Carolyne vom Pfarrer der Kirche San Carlo die Nachricht, dass die Eheanfrage erneut erwogen und die Vermählung aufgeschoben worden sei. Darauf beendete Carolyne ihre Verbindung mit Liszt. Dieser blieb dann in Rom, wo er Theologie studierte, sich mit Hohenlohe anfreundete, von ihm die niederen Weihen erhielt und als Abbé Liszt durchs Leben ging.